# Frans Francken, o Jovem

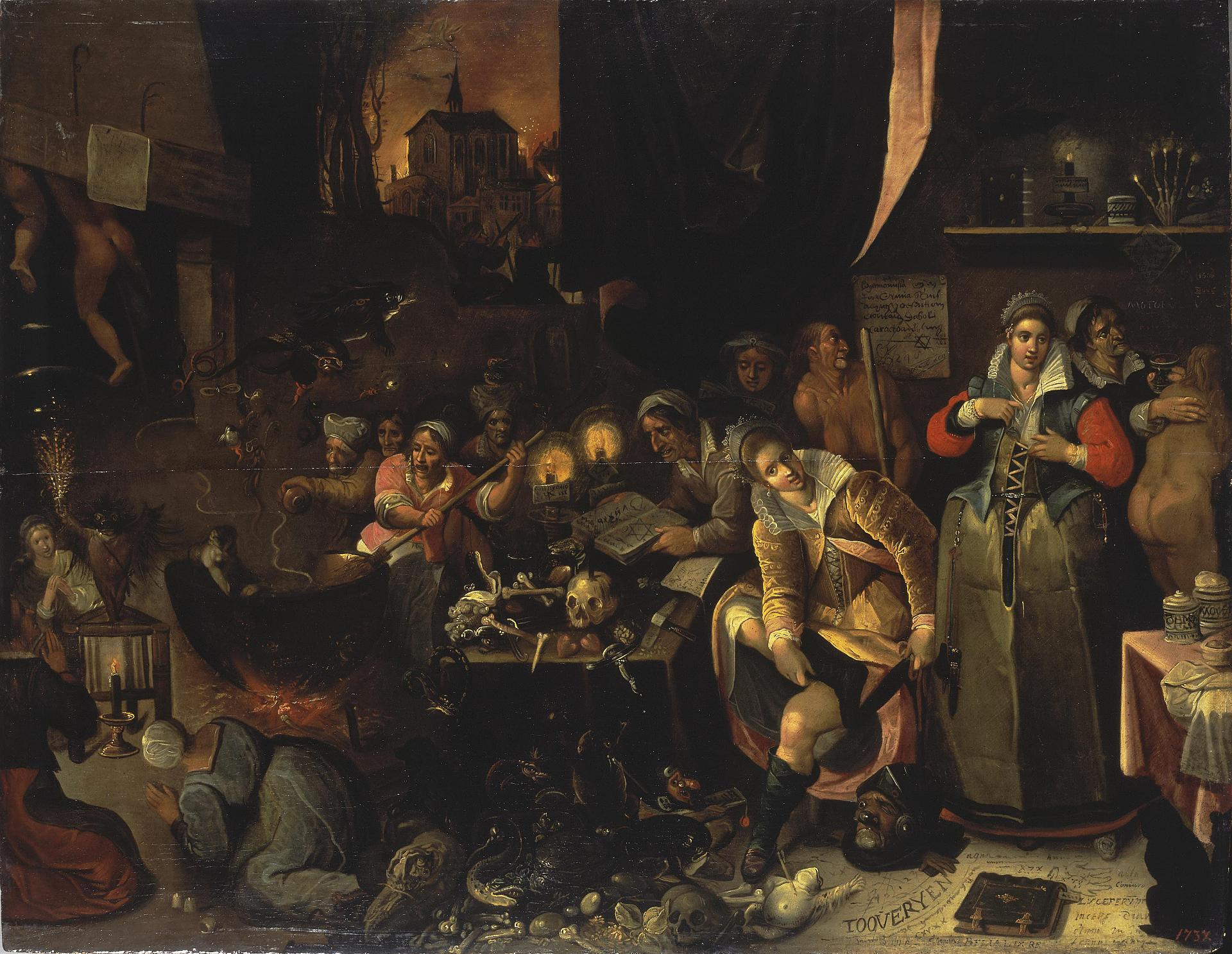
A Cozinha das Bruxas

Frans Francken, o Jovem (Antuérpia, 1581 - Antuérpia, 6 de maio, 1642) foi um pintor dos Países Baixos do Sul que foi o membro mais conhecido da grande Família Francken de artistas. Sua reputação deve-se à rodução de pequenas e delicadas pinturas com temas históricos, mitológicos e alegóricos, com a colaboração de artistas importantes da época.

## Vida
Nasceu em Antuérpia, filho  de Frans Francken, o Velho, que foi aluno de Frans Floris e um dos mais importantes criadores de altares da região. Frans estudou com o pai  e, junto com o irmão Hieronymus Francken II, também recebeu treinamento adicional de seu tio, Hieronymus Francken I, em Paris.   
Trabalhou no ateliê de seu pai  antes de se tornar um mestre independente na Guilda de São Lucas de Antuérpia em 1605, onde foi diretor, em 1616. Teve seu próprio ateliê, onde se realizavam cópias de obras de grandes artistas.  Seus filhos, Frans III (Rubensian Francken) e Hieronymus também foram pintores.  
Entre seus alunos estão Daniel Hagens (1616/17), seu irmão, Hieronymus II e seu filho, Frans III.

## Obra
Frans Francken, o Jovem era um artista versátil que trabalhou com vários gêneros de pintura. Popularizou a pintura de gênero com macacos (tais pinturas eram chamadas de singeries) e também a pintura de galerias ('Gabinete de curiosidades) em Flandres. Francken também produziu uma série de obras sobre bruxaria. 
Frans Francken contribuiu para o desenvolvimento das chamadas singerie (cenas com macacos) , onde os animais aparecem em momentos cômicos vestidos com roupas humanas. Foi um estilo de pintura que começou no século XVI em Flandres e desenvolveu-se posteriormente no século XVII. O gênero foi introduzido como tema independente pelo gravador flamengo Pieter van der Borcht, o Velho em 1575, na influência de Pieter Bruegel, o Velho.  Outros artistas que trabalharam no gênero foram Jan Brueghel, o Velho, Jan Brueghel, o Jovem, Sebastiaen Vrancx, Jan van Kessel, o Velho, David Teniers, o Jovem, Abraham Teniers e Nicolaes van Verendael.
Junto com Jan Brueghel, o Velho, foi um dos primeiros artistas a criar pinturas sobre os chamados gabinetes de curiosidades. Tais obras refletiam, de forma simbólica e alegórica, as preocupações intelectuais da época.   O gênero tornou-se imediatamente popular e foi desenvolvido por artistas como Jan Brueghel, o Jovem, Cornelis de Baellieur, Hans Jordaens, David Teniers, o Jovem, Gillis van Tilborch e Hieronymus Janssens.[carece de fontes?]
Frans Francken muitas vezes colaborava  com especialistas em natureza-morta, tais como Andries Daniels, Jan Brueghel, o Velho e o Jovem, e Philips de Marlier na produção de pinturas de guirlandas, um gênero desenvolvido em Antuérpia por Jan Brueghel, o Velho, Hendrick van Balen, Andries Daniels, Peter Paul Rubens e Daniel Seghers. [carece de fontes?]
Mais tarde em sua vida, Francken também pintou grandes altares, cuja influência vinha de seu pai primordialmente. Suas obras nesse gênero consistiam em imagens de cenas bíblicas com pequenas imagens em grisaille ao redor, ao estilo renascentista. Esse estilo foi possivelmente inventado no século XVI pelo pintor flamengo Gillis Mostaert.
Francken colaborou com Anthony van Dyck, Tobias Verhaecht, Abraham Govaerts, Joos de Momper, Pieter Neeffs the Elder, Pieter Neeffs, o Jovem, Hendrik van Steenwijk I, Paul Vredeman de Vries, Bartholomeus van Bassen, Jan Brueghel, o Velho e Andries Daniels.